# Brands Hatch Racing
Brands Hatch Racing var ett brittiskt formel 1-stall som deltog i ett lopp 1980.
Stallet sattes upp av RAM för sydafrikanskan Desiré Wilson när hon skulle försöka kvala in till Storbritanniens Grand Prix 1980. Hon fick köra en Williams FW07 av 1979 års modell, som dock inte var konkurrenskraftig, varför hon misslyckades med kvalificera sig.